# L'enigma di Epsilon
L'enigma di Epsilon (titolo originale: The Riddles of Epsilon) è il primo romanzo della scrittrice Christine Morton-Shaw.
In Italia è edito da Arnoldo Mondadori Editore nella collana I Grandi del Fantastico.

## Trama
La protagonista del romanzo è Jessica, un'adolescente che si trasferisce con la sua famiglia sull'isola fittizia di Lume. Un giorno, durante una chat con la sua amica Avril, Jess incontra V., un misterioso ragazzo sconosciuto che poi si rivela chiamarsi Epsilon, sembra sapere molte cose su di lei.
nel cottage di Epsilon Jess trova il diario di Sebastian Wren, un suo antenato, che come lei ha vissuto nella casa 100 anni prima, e scopre che un'antica maledizione incombe sulle donne della sua famiglia e che gli uomini siano i leader degli "oscuri". Jess dovrà darsi da fare per salvare sua madre dalla morte e nel contempo impedire che gli "oscuri" ritrovino un'antica reliquia che li porterebbe al potere.

## Edizioni
- (EN) Christine Morton-Shaw, The Riddles of Epsilon, New York, Katherine Tegen Books, 2005, ISBN 0-06-072819-1.
- Christine Morton-Shaw, L'enigma di Epsilon, traduzione di Angela Ragusa, I Grandi del Fantastico, Milano, Arnoldo Mondadori Editore, 2006, ISBN 88-04-55238-7.